# Dror
Dror là loại súng máy hạng nhẹ được đưa vào phục vụ sớm nhất trong lực lượng quân đội của Israel. Chế tạo trước cả khi nhà nước Israel hình thành năm 1948, nhiều xưởng cơ khí tại khu vực này đã cố gắng bí mật chế tạo loại súng này bằng tất cả những gì có sẵn lúc mà các dấu hiệu của cuộc chiến tranh Ả Rập-Israel 1948 tới gần.

## Lịch sử
Súng được phát triển dựa trên khẩu Johnson M1941 sau khi bản vẽ và quy trình sản xuất loại súng này được tuồn lậu về khu vực lách qua lệnh cấm vận vũ khí cho lực lượng vũ trang Do Thái đang được thi hành khi đó, thiết kế có sự thay đổi trong hệ thống nạp đạn cũng như kích thước. Loại súng này được phát triển cho loại đạn 7,7×56R (.303 British) mà quân đội Anh đã bỏ lại với số lượng lớn sau khi rút khỏi khu vực.
Nhưng do đây là loại đạn có vành vốn không thích hợp với hệ thống nạp đạn của loại súng này nên nó luôn gặp trục trặc trong việc nạp đạn. Việc đó đã ngăn khả năng chế tạo và sử dụng chúng một cách rộng rãi trong cuộc chiến năm 1948, dù sau đó chuyển sang dùng loại đạn 7,92×57mm Mauser do hãng IMI sản xuất nó cũng không qua được việc thử nghiệm để phục vụ chính thức trong lực lượng chính quy của Israel vì độ tin cậy thấp trong điều kiện nhiều cát bụi một nhược điểm vốn đã có từ khẩu M1941, thay vào đó là khẩu FN model D còn Dror được chuyển sang dùng hầu hết trong huấn luyện.

## Thiết kế
Dror sử dụng cơ chế nạp đạn bằng độ giật với hệ thống lùi nòng ngắn và khóa nòng xoay. Nòng súng được đặc toàn bộ trong một ống có nhiều lỗ để làm mát bao bên ngoài. Khi bắn nòng và bolt sẽ cùng lùi lại cho đến khi móc phía trên của bolt đi vào một rãnh xoắn khiến nó xoay mở khóa tách khỏi nòng súng và tiếp tục lùi về phía sau cho chu kỳ nhả vỏ đạn và nạp viên đạn mới. Đầu nòng súng có thể gắn thêm bộ phận chống giật cũng như tích hợp chân chống chữ V.
Súng sẽ bắn với bolt mở khi ở chế độ bắn tự động để việc tản nhiệt được tốt hơn còn khi ở chế độ bán tự động nó sẽ bắn với bolt đóng để có độ chính xác cao hơn. Nút khóa an toàn cũng là nút chọn chế độ bắn nằm phía bên phải thân súng phái trên tay cầm cò súng. Với mẫu dùng đạn 7,92×57mm thì nòng có thể nhanh chóng tháo ráp để tránh việc bị quá tải nhiệt, tay cầm phía trên thân súng cũng là bộ phận giúp việc thóa nòng súng nóng trở nên dễ dành hơn.
Hệ thống nhắm cơ bản của súng là điểm ruồi và thước ngắm. Với mẫu dùng đạn 7,7×56R (.303 British) thì hộp đạn rời gắn phía bên thân súng còn mẫu dùng đạn 7,92×57mm thì hộp đạn gắn phía dưới thân súng.